# Попырин, Лев Сергеевич
Лев Сергеевич Попырин (20 октября 1928 года, Иваново — 8 октября 2006 года, Москва) — физик, специалист в области комплексных проблем энергетики, член-корреспондент АН СССР (1974), лауреат премии имени Г. М. Кржижановского

## Биография
Родился 20 октября 1928 года в Иванове.

В 1950 году окончил теплоэнергетический факультет Ивановского энергетического института.

С 1950 по 1955 годы — работа инженером на ТЭЦ-2 Башкирэнерго.

С 1956 по 1959 годы — учеба в аспирантуре Энергетического института имени Г. М. Кржижановского.
В Сибирском отделении АН СССР с 1959 года.

С 1959 по 1960 годы — младший научный сотрудник Транспортно-энергетического института СО АН СССР.

С 1960 по 1979 годы — Иркутск, заведующий лабораторией, отделом моделирования теплосиловых систем в Сибирском энергетическом институте СО АН СССР (сейчас это — Институт систем энергетики им. Л. А. Мелентьева СО РАН). 

С 1969 по 1974 годы преподавал в Иркутском политехническом институте (в 1971 году — присвоено учёное звание профессора).

С 1979 по 1980 годы — перевод в Москву, назначен заведующим лабораторией оптимизации энергетических систем Института атомной энергии и одновременно — научный руководитель лаборатории комплексной оптимизации установок преобразования энергии СЭИ.

С 1980 по 1994 годы — заведующий лабораторией прогнозирования научно-технического прогресса энергетического оборудования Энергетического института имени Г. М. Кржижановского.

С 1994 и до конца жизни — главный научный сотрудник Института энергетических исследований РАН.
С 1979 по 2006 годы жил в Москве на Ленинском проспекте, 69, корп. 3. 

Умер 8 октября 2006 года. Похоронен на Троекуровском кладбище.

### Научная деятельность
Работал в областях проблем энергетики, теории моделирования и комплексной оптимизации теплоэнергетических установок.
Главные работы посвящены комплексному изучению энергетических, термодинамических и технико-экономических основ выбора параметров теплоэнергетических установок разных типов с помощью методов математического моделирования.
Под его руководством создан единый системный подход к математическому описанию, термодинамическому и технико-экономическому анализу новых видов энергогенерирующих установок на органическом и ядерном топливе, что позволило выполнить автоматизированные исследования оптимального профиля и параметров современных и перспективных мощных теплоэнергетических установок с учётом многообразия внешних и внутренних факторов.

Разработал нелинейно-дискретные методы оптимизации энергоустановок в условиях неполной определенности исходной информации.

Большое влияние на энергетику страны сыграли его труды по оптимизации схем и параметров атомных электростанций (в том числе с быстрым натриевым реактором), МГД-установок и парогазовых ТЭС, высокоманевренных энергогенерирующих установок и крупных блоков для Канско-Ачинского топливно-энергетического комплекса.
Работал над проблемами экономичности, надежности, живучести и безопасности тепловых электростанций с паротурбинными, парогазовыми и газотурбинными установками, технического перевооружения тепловых электростанций; комплексному рассмотрению энергетической безопасности Единой системы газоснабжения России с точки зрения обеспечения её надежного и безопасного функционирования.

### Общественная деятельность
Член КПСС с 1950 года.

Членство в научных организациях:
- бюро секции теплоэнергетики Научного совета АН СССР по комплексным проблемам энергетики;
- Постоянной комиссии Госплана СССР
- Госкомитета СМ СССР по науке и технике
- Международного комитета по формуляциям свойств воды и водяного пара
- Президиума Восточно-Сибирского филиала СО АН СССР.

### Основные труды
- Методические положения по выполнению оптимизационных (технико-экономических) расчетов в энергетике при неоднозначности исходной информации. М.; Иркутск, 1977. 52 с. (в соавт.)
- Математическое моделирование и оптимизация теплоэнергетических установок. М., 1978. 416 с. (в соавт.);
- Математическое моделирование и оптимизация атомных электростанций. М., 1984. 384 с.
- Энергетическая безопасность Единой системы газоснабжения России. М., 2006 (в соавт.).

## Награды
- Орден «Знак Почёта»
- Премия имени Г. М. Кржижановского (1972, совместно с С. М. Каплуном) - за цикл работ в области математического моделирования и комплексной оптимизации параметров и профиля теплоэнергетических установок
- медали